# Malachi Flynn
Malachi Flynn, né le 10 mai 1998 à Tacoma dans l'État de Washington, est un joueur américain de basket-ball évoluant au poste de meneur.

## Biographie

### Carrière universitaire
Il passe trois saisons à l'université dont deux avec les Cougars de Washington State et une avec les Aztecs de San Diego State puis il se présente à la draft 2020 où il est attendu au premier tour.

### Carrière professionnelle

#### Raptors de Toronto (2020-2023)
Le 18 novembre 2020, il est sélectionné à la 29e position de la draft 2020 de la NBA par les Raptors de Toronto.

#### Knicks de New York (2023-2024)
Le 30 décembre 2023, il est transféré vers les Knicks de New York avec OG Anunoby et Precious Achiuwa contre R. J. Barrett et Immanuel Quickley.

#### Pistons de Détroit (2024)
Le 8 février 2024, avec Evan Fournier, Ryan Arcidiacono et Quentin Grimes, il est transféré aux Pistons de Détroit contre Alec Burks et Bojan Bogdanović.
Le 3 avril 2024, il inscrit 50 points dans une défaite face aux Hawks d'Atlanta.

#### Hornets de Charlotte (février-mars 2025)
Fin février 2025, il signe un contrat de 10 jours avec les Hornets de Charlotte.

## Palmarès

### Universitaire
- Consensus second-team All-American (2020)
- Mountain West Player of the Year (2020)
- First-team All-Mountain West (2020)
- Mountain West Defensive Player of the Year (2020)

## Statistiques

### Universitaires
Les statistiques de Malachi Flynn en matchs universitaires sont les suivantes :
| Saison    | Équipe           | Matchs | Titul. | Min./m | % Tir | % 3pts | % LF | Rbds/m. | Pass/m. | Int/m. | Ctr/m. | Pts/m. |
| --------- | ---------------- | ------ | ------ | ------ | ----- | ------ | ---- | ------- | ------- | ------ | ------ | ------ |
| 2016-2017 | Washington State | 31     | 30     | 33,1   | 39,5  | 38,7   | 73,5 | 2,90    | 2,90    | 0,70   | 0,00   | 9,70   |
| 2017-2018 | Washington State | 31     | 30     | 33,4   | 41,3  | 33,8   | 84,6 | 3,40    | 4,30    | 1,60   | 0,10   | 15,80  |
| 2019-2020 | San Diego State  | 32     | 32     | 33,4   | 44,1  | 37,3   | 85,7 | 4,50    | 5,10    | 1,80   | 0,10   | 17,60  |
| Total     | Total            | 94     | 92     | 33,3   | 42,0  | 36,3   | 83,3 | 3,60    | 4,10    | 1,30   | 0,10   | 14,40  |

### Professionnelles

#### Saison régulière
| Saison    | Équipe   | Matchs | Titul. | Min./m | % Tir | % 3pts | % LF | Rbds/m. | Pass/m. | Int/m. | Ctr/m. | Pts/m. |
| --------- | -------- | ------ | ------ | ------ | ----- | ------ | ---- | ------- | ------- | ------ | ------ | ------ |
| 2020-2021 | Toronto  | 47     | 14     | 19,7   | 37,4  | 32,1   | 80,4 | 2,47    | 2,91    | 0,80   | 0,10   | 7,51   |
| 2021-2022 | Toronto  | 44     | 5      | 12,2   | 39,3  | 33,3   | 62,5 | 1,43    | 1,59    | 0,45   | 0,09   | 4,30   |
| 2022-2023 | Toronto  | 53     | 2      | 13,0   | 36,0  | 35,3   | 75,8 | 1,43    | 1,32    | 0,40   | 0,08   | 4,64   |
| 2023-2024 | Toronto  | 31     | 0      | 15,3   | 40,9  | 35,0   | 77,3 | 2,10    | 2,35    | 0,58   | 0,19   | 5,06   |
| 2023-2024 | New York | 14     | 0      | 4,3    | 39,1  | 30,8   | 81,8 | 0,43    | 0,43    | 0,07   | 0,00   | 2,21   |
| 2023-2024 | Détroit  | 24     | 0      | 14,3   | 43,0  | 31,6   | 68,4 | 1,79    | 2,12    | 0,79   | 0,08   | 8,00   |
| Carrière  | Carrière | 213    | 21     | 14,2   | 38,7  | 33,4   | 74,5 | 1,73    | 1,91    | 0,55   | 0,11   | 5,48   |

#### Playoffs
| Saison   | Équipe   | Matchs | Titul. | Min./m | % Tir | % 3pts | % LF | Rbds/m. | Pass/m. | Int/m. | Ctr/m. | Pts/m. |
| -------- | -------- | ------ | ------ | ------ | ----- | ------ | ---- | ------- | ------- | ------ | ------ | ------ |
| 2022     | Toronto  | 6      | 0      | 6,1    | 0,0   | 0,0    | 0,0  | 0,50    | 0,50    | 0,17   | 0,00   | 0,00   |
| Carrière | Carrière | 6      | 0      | 6,1    | 0,0   | 0,0    | 0,0  | 0,50    | 0,50    | 0,17   | 0,00   | 0,00   |

## Records sur une rencontre en NBA
Les records personnels de Malachi Flynn en NBA sont les suivants, :
| Type de statistique        | Saison régulière | Saison régulière         | Saison régulière | Playoffs | Playoffs              | Playoffs      |
| Type de statistique        | Record           | Adversaire               | Date             | Record   | Adversaire            | Date          |
| -------------------------- | ---------------- | ------------------------ | ---------------- | -------- | --------------------- | ------------- |
| Points                     | 50               | @ Hawks d'Atlanta        | 3 avril 2024     | -        | -                     | -             |
| Paniers marqués            | 18               | @ Hawks d'Atlanta        | 3 avril 2024     | -        | -                     | -             |
| Paniers tentés             | 25               | @ Hawks d'Atlanta        | 3 avril 2024     | 4        | 76ers de Philadelphie | 18 avril 2022 |
| Paniers à 3 points réussis | 6                | Hawks d'Atlanta          | 13 avril 2021    | -        | -                     | -             |
| Paniers à 3 points tentés  | 13               | 2 fois                   | 2 fois           | 2        | 76ers de Philadelphie | 18 avril 2022 |
| Lancers francs réussis     | 9                | @ Hawks d'Atlanta        | 3 avril 2024     | -        | -                     | -             |
| Lancers francs tentés      | 12               | @ Hawks d'Atlanta        | 3 avril 2024     | -        | -                     | -             |
| Rebonds offensifs          | 4                | Warriors de Golden State | 18 décembre 2022 | 1        | 2 fois                | 2 fois        |
| Rebonds défensifs          | 6                | 7 fois                   | 7 fois           | 1        | 76ers de Philadelphie | 20 avril 2022 |
| Rebonds totaux             | 8                | 2 fois                   | 2 fois           | 1        | 3 fois                | 3 fois        |
| Passes décisives           | 11               | @ Cavaliers de Cleveland | 10 avril 2021    | 2        | 76ers de Philadelphie | 20 avril 2022 |
| Interceptions              | 4                | Wizards de Washington    | 5 avril 2021     | 1        | 76ers de Philadelphie | 20 avril 2022 |
| Contres                    | 3                | Wizards de Washington    | 5 avril 2021     | -        | -                     | -             |
| Balles perdues             | 6                | @ Nuggets de Denver      | 29 avril 2021    | 1        | 76ers de Philadelphie | 20 avril 2022 |
| Minutes jouées             | 46               | Pacers de l'Indiana      | 16 mai 2021      | 21       | 76ers de Philadelphie | 18 avril 2022 |

- Double-double : 1
- Triple-double : 0

Dernière mise à jour : 3 avril 2024